# پلاسمون سطحی

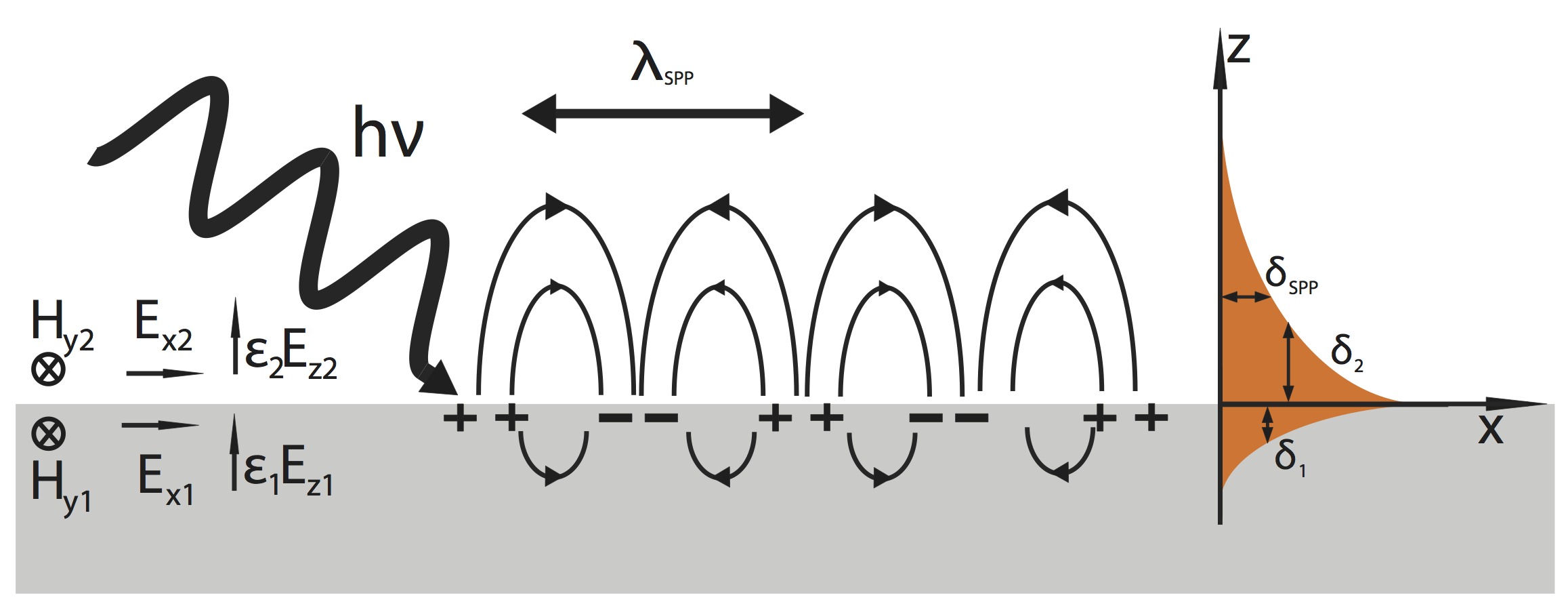
بازنمایی شماتیک یک موج چگالی الکترونی در امتداد یک رابط فلزی - دی الکتریک. نوسانات چگالی بار و میدانهای الکترومغناطیسی مرتبط با آن، امواج سطح پلاسمون-پولاریون نامیده می شوند. وابستگی نمایی شدت میدان الکترومغناطیسی به فاصله دور از رابط در سمت راست نشان داده شده‌است. این امواج با نور در محدوده قابل مشاهده طیف الکترومغناطیسی می‌توانند بسیار مؤثر باشند.

پلاسمونهای سطح (SPS) نوسانات الکترونی منسجمی هستند که در مرز بین هر دو ماده وجود دارد که در آن قسمت واقعی عملکرد دی الکتریک در سراسر رابط (به عنوان مثال یک رابط فلزی-دی الکتریک، مانند یک صفحه فلزی در هوا) تغییر می‌کند. پلاسمونهای سطحی انرژی کمتری نسبت به پلاسمونهای فله (یا حجمی) دارند که نوسانات الکترون طولی در مورد هسته‌های یون مثبت در بخش عمده گاز الکترونی (یا پلاسما) را کم می‌کند.
حرکت بار در یک پلاسمون سطح همیشه باعث ایجاد میدانهای الکترومغناطیسی در خارج (و همچنین داخل) فلز می‌شود. تحریک کل، از جمله حرکت بار و میدان الکترومغناطیسی همراه، یا به عنوان یک پلاسمون پلاریتون‌های سطحی در یک رابط مسطح، یا یک پلاسمون سطح موضعی برای سطح بسته شده یک ذره کوچک نامیده می‌شود.
وجود پلاسمون‌های سطح برای اولین بار در سال ۱۹۵۷ توسط روفوس ریچی پیش‌بینی شد. دو دهه بعد، پلاسمونهای سطح توسط دانشمندان زیادی مورد مطالعه قرار گرفت. انتقال اطلاعات در ساختارهای نانو، مشابه فوتونیک، با استفاده از پلاسمون‌های سطحی، پلاسمونیک گفته می‌شود.

## پلاریتون پلاسمون سطح

### برانگیختگی
پلاریتون پلاسمون سطح می‌تواند توسط الکترون‌ها یا فوتون‌ها برانگیخته شود. در مورد فوتون‌ها، این کار به‌طور مستقیم انجام نمی‌شود، بلکه نیاز به یک منشور، یک توری یا یک نقص در سطح فلز دارد.

## پلاسمون‌های سطح موضعی
پلاسمون‌های سطحی در اشیاء فلزی کوچک از جمله نانوذرات بوجود می‌آیند.

## برنامه‌های آزمایشی
تحریک پلاسمون‌های سطح اغلب در یک روش آزمایشی معروف به تشدید پلاسمون سطحی (SPR) استفاده می‌شود.
مدارهای مبتنی بر پلاسمون سطح به عنوان ابزاری برای غلبه بر محدودیت‌های اندازه مدارهای فوتونی برای استفاده در دستگاه‌های نانو پردازش داده با کارایی بالا ارائه شده‌اند..
توانایی کنترل پویا خواص پلاسمونی مواد موجود در این نانو دستگاه‌ها برای پیشرفت آنها مهم است. اخیراً رویکرد جدیدی که از فعل و انفعالات پلاسمون-پلاسمون استفاده می‌کند نشان داده شده‌است.